# Tangent (geometri)
 For alternative betydninger, se Tangent. (Se også artikler, som begynder med Tangent)
En tangent til en kurve i et punkt er en ret linje, der approksimerer kurven nær punktet. Hvis kurven er graf for en differentiabel funktion, så er tangentens hældning lig med funktionens differentialkvotient og angiver funktionens væksthastighed i punktet. Tangenten kan godt skære kurven i andre punkter end røringspunktet, men i disse punkter vil den oftest ikke være en tangent. En ret linje kan dermed både være en sekant, og en tangent til en bestemt kurve.

## Tangentens ligning
En tangent til grafen for en differentiabel funktion har ligning:
{\displaystyle t(x)=f(x_{0})+f'(x_{0})\cdot (x-x_{0})}
hvor f'(x0) udgør differentialkvotienten i punktet.

## Tangentplan
Det er også muligt at finde tangentplanet til en flade. Tangentplanet rører fladen i røringspunktet og dets normalvektor er parallel med fladens normalvektor i punktet. Ligesom tangentlinjen approksimerer planet kurven omkring røringspunktet. For en flade, der kan skrives på formen: {\displaystyle z=f(x,y)} er tangentplanet i røringspunktet {\displaystyle (x_{0},y_{0})}:
{\displaystyle z=f(x_{0},y_{0})+{\partial {f} \over \partial {x}}(x-x_{0})+{\partial {f} \over \partial {y}}(y-y_{0})}
Dette udtryk kan generaliseres til flere dimensioner.
| Dodekaeder | Spire Denne artikel om geometri er en spire som bør udbygges. Du er velkommen til at hjælpe Wikipedia ved at udvide den. |